# Предсједништво Републике Босне и Херцеговине
Предсједништво Републике Босне и Херцеговине је било највиши извршни орган Републике Босна и Херцеговине од проглашења њене независности до Дејтонског мировног споразума. Предсједништво се састојало из седам чланова, по два члана из муслиманског, српског и хрватског народа, те једног члана из реда осталих.

## Чланови

### 1990.
На Општим изборима 18. новембра 1990. године за чланове Предсједништва Социјалистичке Републике Босне и Херцеговине изабрани су: Фикрет Абдић, Алија Изетбеговић, Ејуп Ганић, Биљана Плавшић, Никола Кољевић, Стјепан Кљуић и Фрањо Борас. Унутрашњом одлуком у СДА, утврђено је да ће Предсједник Предсједништва Социјалистичке Републике Босне и Херцеговине постати Алија Изетбеговић, а не Фикрет Абдић, који је на изборима освојио највећи број гласова.

### 1992.
Почетком рата у Босни и Херцеговини, дотадашњи српски чланови Биљана Плавшић и Никола Кољевић и хрватски члан Фрањо Борас су напустили Предсједништво, али су замијењени у складу са изборним резултатима сљедећим кандидатима према броју добијених гласова. На упражњена мјеста чланова Предсједништва именовани су Ненад Кецмановић, Мирко Пејановић и Иво Комшић. Ненад Кецмановић, убрзо је напустио Предсједништво Републике Босне и Херцеговине, а на његово мјесто именована је Татјана Љујић-Мијатовић. Након што је прогласио сецесију на дијелу општине Велика Кладуша, Фикрет Абдић је смијењен због противуставних активности. На његово мјесто је именован Нијаз Дураковић.